# Zeros nigricaudus
Zeros nigricaudus är en tvåvingeart som först beskrevs av Jacques-Marie-Frangile Bigot 1892.  Zeros nigricaudus ingår i släktet Zeros och familjen vattenflugor. Inga underarter finns listade i Catalogue of Life.